# モディボ・シディベ
モディボ・シディベ（フランス語: Modibo Sidibé、1952年11月7日 - ）は、マリ共和国の政治家。2007年9月から2011年4月まで同国の首相を務めた。経済学者でもあった故マンデ・シディベ元首相の弟
。

## 経歴
バマコ生まれ。警察庁長官を経て1986年から1989年まで国防省技術顧問を、1989年から1991年にかけて同省事務次官を、1991年の短い間国防相をそれぞれ務めた。
アルファ・ウマル・コナレ大統領のもとでは1993年4月に厚生・連帯・老人相に任じられ、1997年9月16日に外務・協力相に異動した。その後は外相を5年近く務めたが、アマドゥ・トゥマニ・トゥーレが大統領に就任した翌日の2002年6月9日に大統領事務局長（大臣に相当）に就任。その後、2007年9月28日に首相に指名され、10月3日に内閣を発足させた。警察監察長官も兼務している。2011年4月に退任。